# 하남국제환경박람회
하남국제환경박람회(河南國際環境博覽會)는 '환경, 그 생명시대의 개막'이라는 주제로 하남시 미사리 올림픽 조정경기장에서 열린 국제환경박람회이다. 21세기 환경산업 육성과 대국민 환경의식 고취를 위해 한국 최초로 유엔환경기구(UNDP)와 공동으로 개최한 이 대회는 한국 안팎의 환경에 관심있는 사람들의 발길이 끊이지 않게 했다. 주요 행사 내용은 세계 각국의 환경산업 및 환경관련 첨단기술, 전시와 환경을 주제로 한 교육계몽 및 문화, 예술행사 그리고 미래 환경생활을 위한 전시가 있었다. 나라와 민족의 벽을 넘어 범인류적인 행사로 환경한국의 이미지를 창출하고 지구환경개선에 큰 뜻을 모으는 계기가 된 이 대회는 30일간(1999. 9. 21 - 10. 30) 진행됐다.